# Finsing

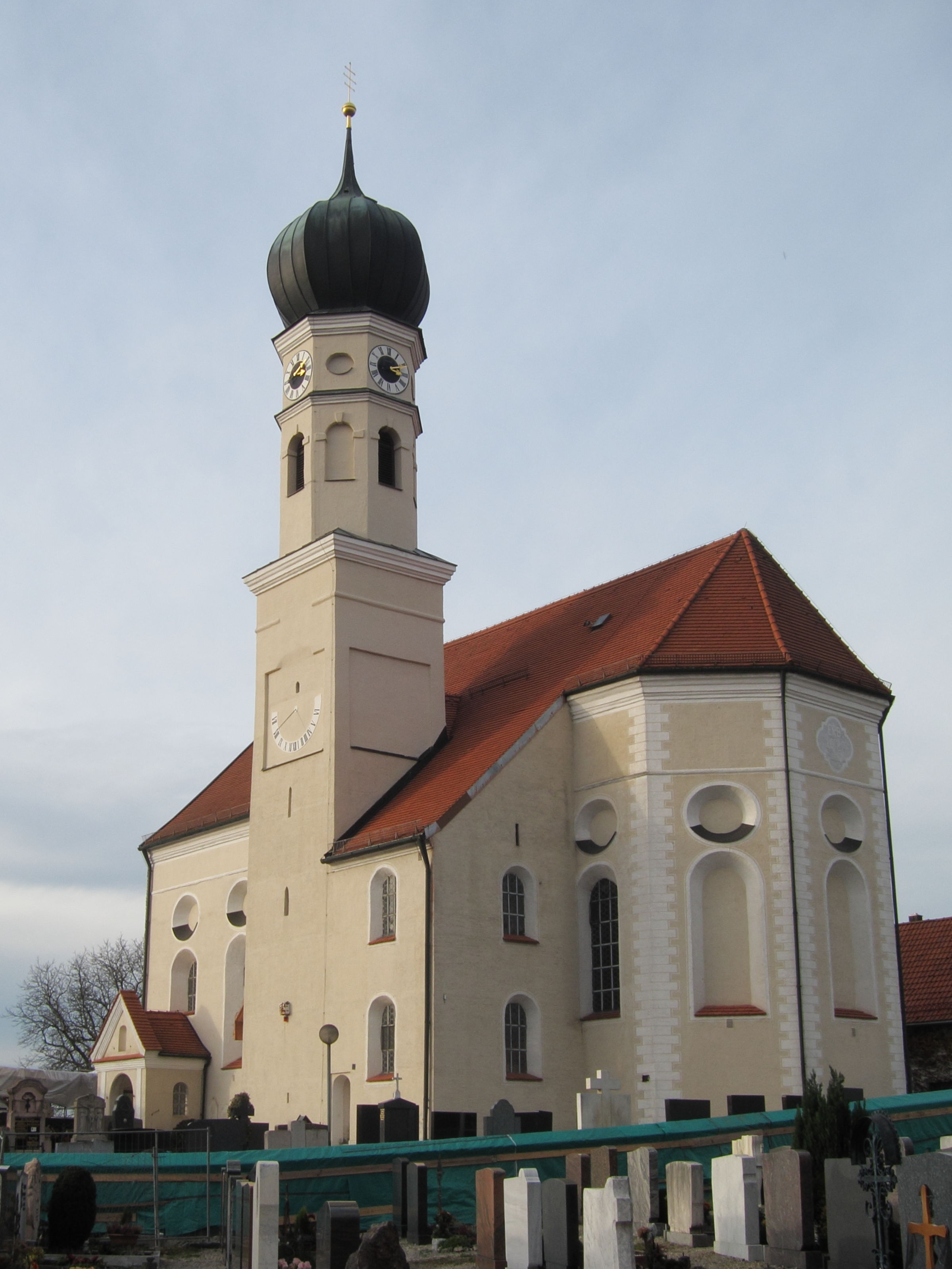
Finsing St.-Georg-Kirche

Finsing ist eine Gemeinde und ein Pfarrdorf im oberbayerischen Landkreis Erding. Hauptort und Sitz der Gemeindeverwaltung ist Neufinsing westlich des Ortes Finsing.

## Geografie

### Lage
Die Gemeinde liegt in der Region München am südlichen Rand des Erdinger Moos sowie unmittelbar östlich des Ismaninger Speichersees rund 25 km nordöstlich der Landeshauptstadt München, 13 km südwestlich der Kreisstadt Erding, 21 km nördlich von Ebersberg und 23 km vom Flughafen München entfernt.

### Gemeindegliederung
Die Gemeinde besteht aus sieben Gemeindeteilen (in Klammern ist der Siedlungstyp angegeben):
- Brennermühle (Dorf)
- Eicherloh (Kirchdorf)
- Finsing (Pfarrdorf)
- Finsingerau (Weiler)
- Hinteres Finsingermoos (Dorf)
- Neufinsing (Dorf)
- Vorderes Finsingermoos (Dorf)

Es gibt nur die Gemarkung Finsing.

### Nachbarorte
- Pliening
- Ismaning und den Ismaninger Ortsteil Fischerhäuser
- Neuching
- Ottenhofen
- Markt Schwaben
- Moosinning

## Geschichte

### Bis zur Gemeindegründung
Möglicherweise wird im Jahre 788 Finsing als fiscus in einer Urkunde genannt. Der Ortsname ist in den Freisinger Traditionsbüchern von 804 als Funsinga ersturkundlich genannt, die darin genannten Verhandlungen begannen aber vermutlich bereits 795. Diese Jahreszahl wurde für die 1200-Jahr-Feier des Orts Finsing im Jahr 1995 zugrunde gelegt. Beim Ortsnamen liegt der altbairische Personenname Funso mit -ing-Suffix zugrunde (‚Siedlung des Funso‘).
Das Ortsadelsgeschlecht der Finsinger ist seit Beginn des 15. Jahrhunderts nachweisbar. Diese Finsinger nannten sich seit Mitte des 15. Jahrhunderts auch Widerspacher und hatten bis 1663 einen Edelsitz in Finsing inne. Die Benediktinerabtei Tegernsee spielte vom 8. Jahrhundert bis zur Säkularisation 1803 ebenfalls eine wichtige Rolle als Grundherrschaft im Gemeindegebiet. Seit 1469 gab es mit dem Sedlhof einen weiteren Edelsitz, als deren Besitzer die Familien Köbl, Graffinger, Altershaimer und Rechberg genannt werden. 1683 wurden die beiden Sitze mit der Hofmark Ölkofen zusammengeführt, die noch bis 1828 als Patrimonialgericht II. Klasse die Gerichtsherrschaft über ihre einschichtigen Untertanen ausübte. Das Schloss der Widerspacher wurde bis zum Abriss nach dem Ersten Weltkrieg als Wirtshaus zum Oberwirt genutzt.
Finsing gehörte zum Rentamt München und zum Landgericht Schwaben des Kurfürstentums Bayern und war Sitz einer Hauptmannschaft. Im Zuge der Verwaltungsreformen im Königreich Bayern entstand mit dem Gemeindeedikt von 1818 die heutige Gemeinde mit den Gemeindeteilen Finsing, Finsingerau, Eicherloh, Vorderes Finsingermoos, Hinteres Finsingermoos und Brennermühle.

### Ab dem 20. Jahrhundert
Der Gemeindeteil Neufinsing entstand erst um 1900. Entscheidende Entwicklungsimpulse erhielt der Ort Neufinsing durch den Ausbau des Kraftwerks Neufinsing und des Mittlere-Isar-Kanals (1919–1929). Die Gemeinden Finsing, Neuching und Ottenhofen wurden 1977 zu einer Verwaltungsgemeinschaft mit Sitz in Neuching zusammengeschlossen. Seit 1979 ist Finsing wieder eine selbständige Gemeinde.

### Einwohnerentwicklung
Gemäß Bayerischem Landesamt für Statistik  haben sich die Einwohnerzahlen jeweils zum 31. Dezember eines Jahres wie folgt entwickelt:
| Jahr | Einwohner |
| ---- | --------- |
| 1960 | 1642      |
| 1970 | 2039      |
| 1980 | 2297      |
| 1990 | 2651      |
| 1995 | 3225      |
| 2000 | 3898      |

| Jahr | Einwohner |
| ---- | --------- |
| 2005 | 4021      |
| 2006 | 4038      |
| 2007 | 4166      |
| 2008 | 4228      |
| 2009 | 4250      |
| 2010 | 4319      |

| Jahr | Einwohner |
| ---- | --------- |
| 2011 | 4183      |
| 2012 | 4254      |
| 2013 | 4317      |
| 2014 | 4337      |
| 2015 | 4447      |
| 2016 | 4606      |

Seit 1972, dem Jahr der Gemeindereform, hat sich die Einwohnerzahl bis 2015 um 2393 Personen erhöht. Das entspricht einem Wachstum von 116,50 Prozent. In den letzten zehn (fünf) Jahren nahm die Einwohnerzahl um 10,13 (6,31) Prozent zu.
Zwischen 1988 und 2018 wuchs die Gemeinde von 2533 auf 4695 um 2162 Einwohner bzw. um 85,4 %.

## Politik

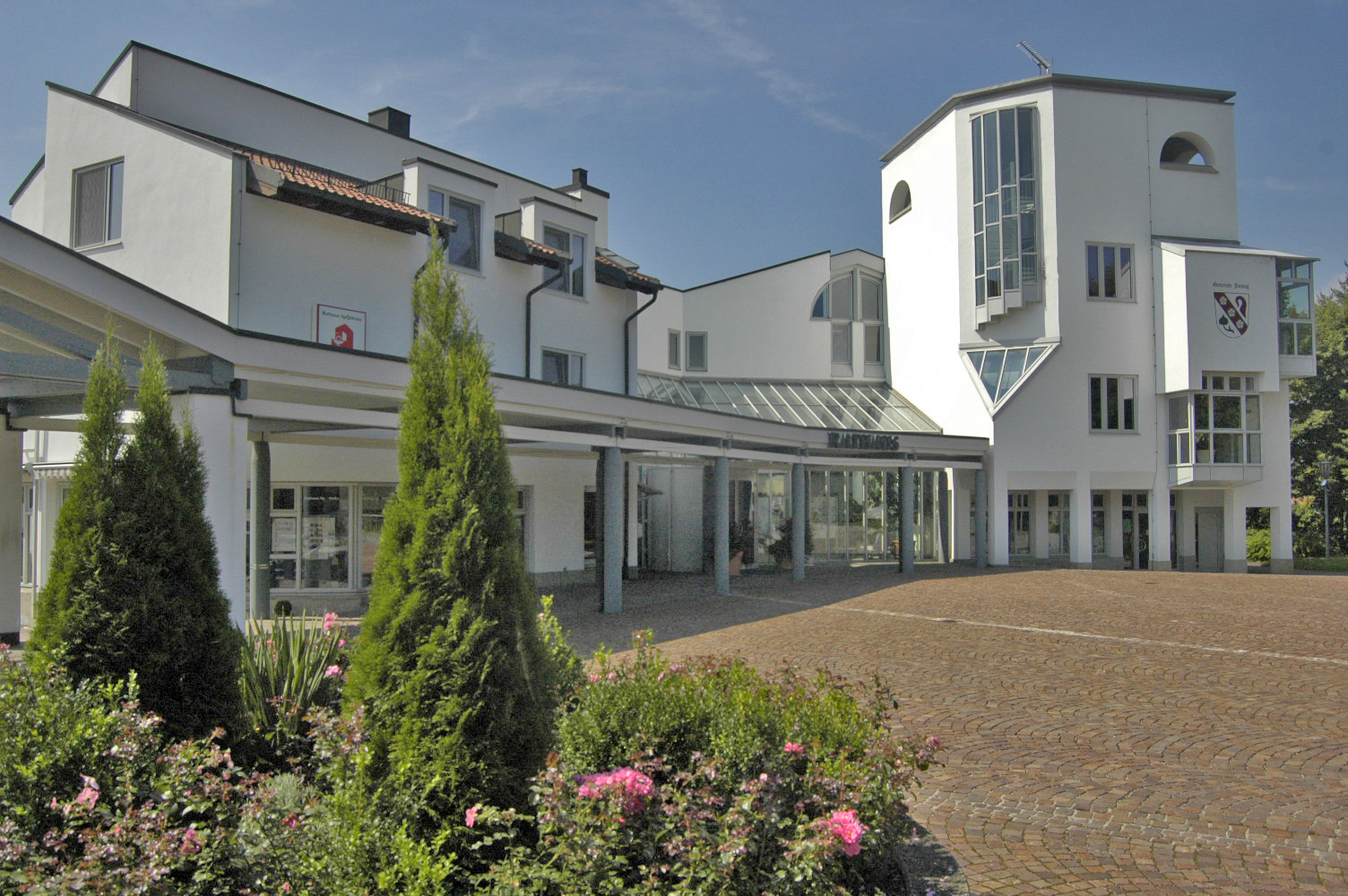
Das Rathaus von Finsing im Ortsteil Neufinsing

### Gemeinderat
Die Gemeinderatswahl 2020 führte zu folgenden Stimmenanteilen und Sitzverteilungen:
| Partei/Liste | 2020  | 2020  |
| Partei/Liste | %     | Sitze |
| ------------ | ----- | ----- |
| CSU          | 23,61 | 4     |
| SPD          | 8,28  | 1     |
| Grüne        | 11,19 | 2     |
| WGE 1        | 20,69 | 3     |
| FWF 2        | 18,10 | 3     |
| WGN 3        | 12,75 | 2     |
| AfD          | 5,38  | 1     |

### Bürgermeister
Seit dem 1. Mai 2008 ist Max Kressirer (WGE) Erster Bürgermeister. Er löste Heinrich Krzizok von der WGN ab.

### Wappen und Flagge
|                                       | Blasonierung: „In Silber ein mit drei silbernen heraldischen Rosen mit goldenen Butzen belegter roter Schrägbalken, begleitet oben von einem roten Widderhorn, unten von einem grünen Seeblatt.“ |
| Dieses Wappen wird seit 1963 geführt. | |

Neben dem Wappen führt die Gemeinde eine Flagge, welche geteilt die Farben Grün-Weiß zeigt.

### Gemeindefinanzen
Die Gemeindesteuereinnahmen betrugen im Jahr 2021 6,932 Mio. Euro, davon betrugen die Gewerbesteuereinnahmen (netto) 218.000 Euro.

## Kultur und Sehenswürdigkeiten

### Baudenkmäler
- Katholische Pfarrkirche St. Georg, barocker Saalbau durch Hans Kogler (1688)

## Wirtschaft und Infrastruktur

### Industrie, Handel und Gewerbe
Es gab 1998 nach der amtlichen Statistik im produzierenden Gewerbe 267 und im Bereich Handel und Verkehr 49 sozialversicherungspflichtig Beschäftigte am Arbeitsort. Sozialversicherungspflichtig Beschäftigte am Wohnort gab es insgesamt 1443. Im verarbeitenden Gewerbe gab es einen Betrieb, im Bauhauptgewerbe zwölf Betriebe. Im Jahr 2017 waren es nach der amtlichen Statistik im produzierenden Gewerbe 402 und im Bereich Handel, Verkehr Gastgewerbe 324 sozialversicherungspflichtig Beschäftigte am Arbeitsort, Unternehmensdienstleister gab es 138, öffentliche und private Dienstleister 113. Sozialversicherungspflichtig Beschäftigte am Wohnort gab es insgesamt 2215. Im verarbeitenden Gewerbe gab es keinen Betrieb mehr, im Bauhauptgewerbe fünf Betriebe.
Ein Teilabschnitt des BMW-Messgeländes Aschheim liegt auf Finsinger Gebiet.

### Land- und Forstwirtschaft
Nach der amtlichen Statistik gab es 1998 im Bereich der Land- und Forstwirtschaft 22 Beschäftigte am Arbeitsort. In sonstigen Wirtschaftsbereichen waren am Arbeitsort 77 Personen sozialversicherungspflichtig beschäftigt. 1999 betrug die landwirtschaftlich genutzte Fläche 1612 ha; davon waren 1265 ha Ackerfläche.
Bestanden im Jahr 1999 noch 66 landwirtschaftliche Betriebe, ging deren Zahl bis 2010 auf 51 zurück. Im Bereich der Land- und Forstwirtschaft gab es 2017 49 Beschäftigte am Arbeitsort.
| Betriebsgröße in ha | Anzahl der Betriebe | Anzahl der Betriebe |
| Betriebsgröße in ha | 1999                | 2010                |
| ------------------- | ------------------- | ------------------- |
| unter 5             | 6                   | 1                   |
| 5 bis unter 10      | 13                  | 10                  |
| 10 bis unter 20     | 18                  | 20                  |
| 20 bis unter 50     | 22                  | 14                  |
| 50 oder mehr        | 7                   | 6                   |
| Gesamt              | 66                  | 51                  |

### Verkehr
Anschluss zur S-Bahn besteht in den benachbarten Ortschaften Markt Schwaben (fünf Kilometer) und in Poing (sechs Kilometer). Im Straßenverkehr ist Finsing durch die Staatsstraße 2082 und Kreisstraße ED 11 angebunden, die A 94 (Anschlussstelle Forstinning) ist rund acht Kilometer sowie die A 99 (Anschlussstelle Kirchheim) elf Kilometer entfernt.

### Energie
Am Ausfluss des Ismaninger Speichersees bei Neufinsing liegt das Kraftwerk Neufinsing.

### Bildung
Im Jahr 2017 gab es folgende Einrichtungen:
- 3 Kindertagesstätten mit 235 betreuten Kindern
- Grund- und Mittelschule Finsing mit 29 Lehrkräften und 451 Schülern

## Persönlichkeiten
- Lorenz Vilgertshofer (1900–1998), Verwaltungsbeamter und Politiker (CSU)